# Lekkoatletyka na Letnich Igrzyskach Olimpijskich 1952 – chód na 10 000 m mężczyzn
Chód na 10 000 metrów mężczyzn podczas XV Letnich Igrzysk Olimpijskich w Helsinkach rozegrano 24 (eliminacje) i 27 lipca 1952 (finał) na Stadionie Olimpijskim w Helsinkach. Zwycięzcą został reprezentant Szwecji John Mikaelsson, który tym samym obronił tytuł zdobyty cztery lata wcześniej. W finale ustanowił rekord olimpijski uzyskując czas 45:02,8. Konkurencje tę rozegrano po raz ostatni na igrzyskach olimpijskich. Od kolejnych igrzysk  w to miejsce wprowadzono chód na 20 kilometrów.

## Rekordy

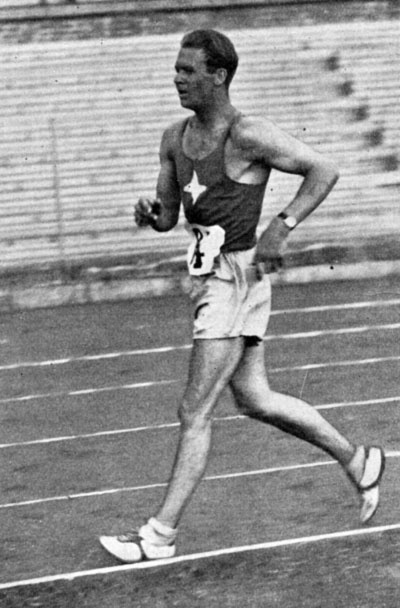
John Mikaelsson

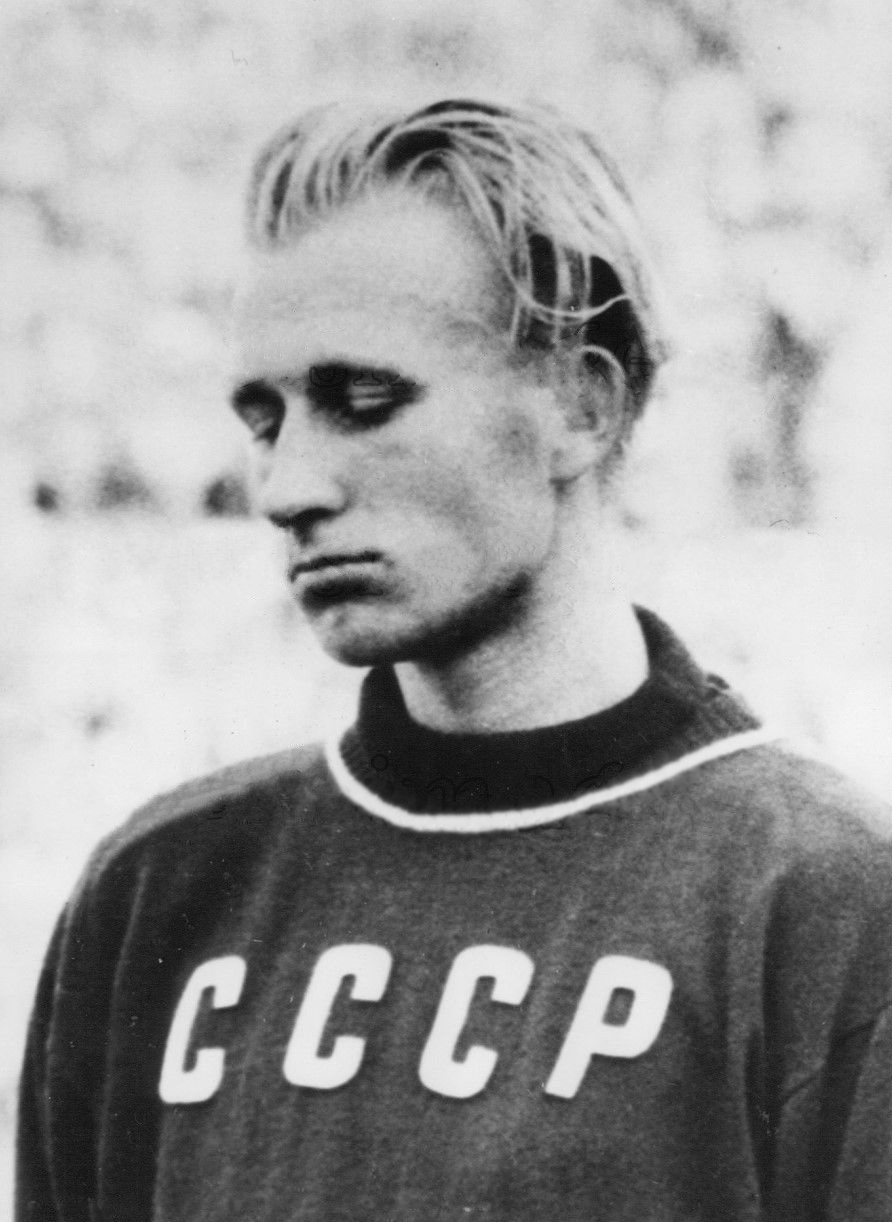
Bruno Junk

|                   | Zawodnik        | Narodowość | Czas    | Data                 | Miejsce   |
| ----------------- | --------------- | ---------- | ------- | -------------------- | --------- |
| Rekord świata     | Werner Hardmo   | Szwecja    | 42:39,6 | 9 września 1945(dts) | Sztokholm |
| Rekord olimpijski | John Mikaelsson | Szwecja    | 45:03,0 | 3 sierpnia 1948(dts) | Londyn    |

## Wyniki
| Poz. - pozycja |
| – rekord świata \| – rekord krajowy \| – rekord życiowy \| = – wyrównany rekord życiowy \| · – najlepszy wynik w sezonie \| = – wyrównany najlepszy wynik w sezonie \| – rekord olimpijski |
| Fn – falstart \| DNF – nie ukończył \| DNS – nie wystartował \| DSQ – zdyskwalifikowany |

### Eliminacje
Rozegrano dwa chody eliminacyjne. Do finału awansowało po sześciu najlepszych zawodników z każdego chodu (Q).

#### Chód 1
| Poz. | Zawodnik             | Narodowość        | Rezultat | Uwagi |
| ---- | -------------------- | ----------------- | -------- | ----- |
| 1    | Bruno Junk           | ZSRR              | 45:05,8  | Q     |
| 2    | John Mikaelsson      | Szwecja           | 45:10,0  | Q     |
| 3    | Louis Chevalier      | Francja           | 45:58,0  | Q     |
| 4    | Gabriel Reymond      | Szwajcaria        | 46:35,2  | Q     |
| 5    | Donald Keane         | Australia         | 46:55,2  | Q     |
| 6    | Iwan Jarmysz         | ZSRR              | 47:26,0  | Q     |
| 7    | Arne Börjesson       | Szwecja           | 47:32,4  |       |
| 8    | Kaare Hammer         | Norwegia          | 49:08,4  |       |
| 9    | Ragnvald Thunestvedt | Dania             | 50:32,8  |       |
| –    | Allah Ditta          | Pakistan          | DSQ      |       |
| –    | Henry Laskau         | Stany Zjednoczone | DSQ      |       |
| –    | Roland Hardy         | Wielka Brytania   | DSQ      |       |
| –    | Salvatore Cascino    | Włochy            | DNS      |       |

#### Chód 2
| Poz. | Zawodnik           | Narodowość        | Rezultat | Uwagi |
| ---- | ------------------ | ----------------- | -------- | ----- |
| 1    | George Coleman     | Wielka Brytania   | 46:12,4  | Q     |
| 2    | Émile Maggi        | Francja           | 46:47,8  | Q     |
| 3    | Lars Hindmar       | Szwecja           | 47:06,0  | Q     |
| 4    | Fritz Schwab       | Szwajcaria        | 47:06,0  | Q     |
| 5    | Josef Doležal      | Czechosłowacja    | 47:06,2  | Q     |
| 6    | Bruno Fait         | Włochy            | 47:23,4  | Q     |
| 7    | Telemaco Arcangeli | Włochy            | 48:00,2  |       |
| 8    | Ragnar Olsen       | Norwegia          | 49:03,8  |       |
| 9    | Price King         | Stany Zjednoczone | 51:08,6  |       |
| –    | Lawrence Allen     | Wielka Brytania   | DSQ      |       |
| –    | Pēteris Zeltiņš    | ZSRR              | DSQ      |       |
| –    | Ferd Hayward       | Kanada            | DNS      |       |

### Finał
| Poz. | Zawodnik        | Narodowość      | Rezultat | Uwagi |
| ---- | --------------- | --------------- | -------- | ----- |
| 1    | John Mikaelsson | Szwecja         | 45:02,8  | [ 1 ] |
| 2    | Fritz Schwab    | Szwajcaria      | 45:41,0  |       |
| 3    | Bruno Junk      | ZSRR            | 45:41,0  |       |
| 4    | Louis Chevalier | Francja         | 45:50,4  |       |
| 5    | George Coleman  | Wielka Brytania | 46:06,8  |       |
| 6    | Iwan Jarmysz    | ZSRR            | 46:07,0  |       |
| 7    | Émile Maggi     | Francja         | 46:08,0  |       |
| 8    | Bruno Fait      | Włochy          | 46:25,6  |       |
| 9    | Gabriel Reymond | Szwajcaria      | 46:38,6  |       |
| 10   | Donald Keane    | Australia       | 47:37,0  |       |
| –    | Lars Hindmar    | Szwecja         | DSQ      |       |
| –    | Josef Doležal   | Czechosłowacja  | DNS      |       |